# Henry Ries

Berlin-Tempelhof 1948

Henry Ries (geboren 22. September 1917 in Berlin; gestorben 24. Mai 2004 in Ghent, New York; gebürtig Heinz Ries) war ein US-amerikanischer Fotograf deutscher Herkunft.

## Leben
Ries emigrierte mit einem Teil seiner Familie 1937 wegen der nationalsozialistischen Judenverfolgung in die USA. Die amerikanischen Einwanderungsbehörden in New York sandten ihn wegen technischer Probleme mit seinem Reisepass nach Deutschland zurück. Im Januar 1938 durfte er schließlich nach zweimaliger Atlantiküberquerung in die USA einreisen. Seine Großmutter kam im KZ Theresienstadt um.
Im Zweiten Weltkrieg kämpfte er als US-Soldat in Asien. Mit den amerikanischen Streitkräften kam er 1945 nach Berlin zurück. Zunächst arbeitete er als Übersetzer für den US-Geheimdienst, übersetzte unter anderem das Testament Adolf Hitlers und Gestapo-Geheimakten. Ab 1946 arbeitete Ries als Fotograf für die amerikanische Militärregierung. Von 1947 bis 1952 war er Fotojournalist für die New York Times in Europa.
Ries fotografierte die deutsche Nachkriegsära, die Nürnberger Kriegsverbrecherprozesse und die Berlin-Blockade, aber auch Pablo Picasso, Pablo Casals und Spaniens Diktator Francisco Franco. Berühmt wurde ein Foto aus dem Jahr 1948, das einen Rosinenbomber der Berliner Luftbrücke im Landeanflug über zuschauenden Kindern zeigt. Es wurde zu einem Symbol der Unterstützung der Freiheit West-Berlins durch die USA und später auf eine amerikanische Briefmarke gedruckt.
Seit Mitte der 1950er Jahre lebte Ries in den USA, arbeitete als Werbefotograf. Ab Mitte der 1970er Jahre widmete er sich stärker Deutschland und seiner Geburtsstadt Berlin, eröffnete dort Ausstellungen. Er verfasste Bücher zur Zeitgeschichte.
Der größte Teil des fotografischen Nachlasses von Henry Ries befindet sich seit 2007 im Deutschen Historischen Museum zu Berlin.

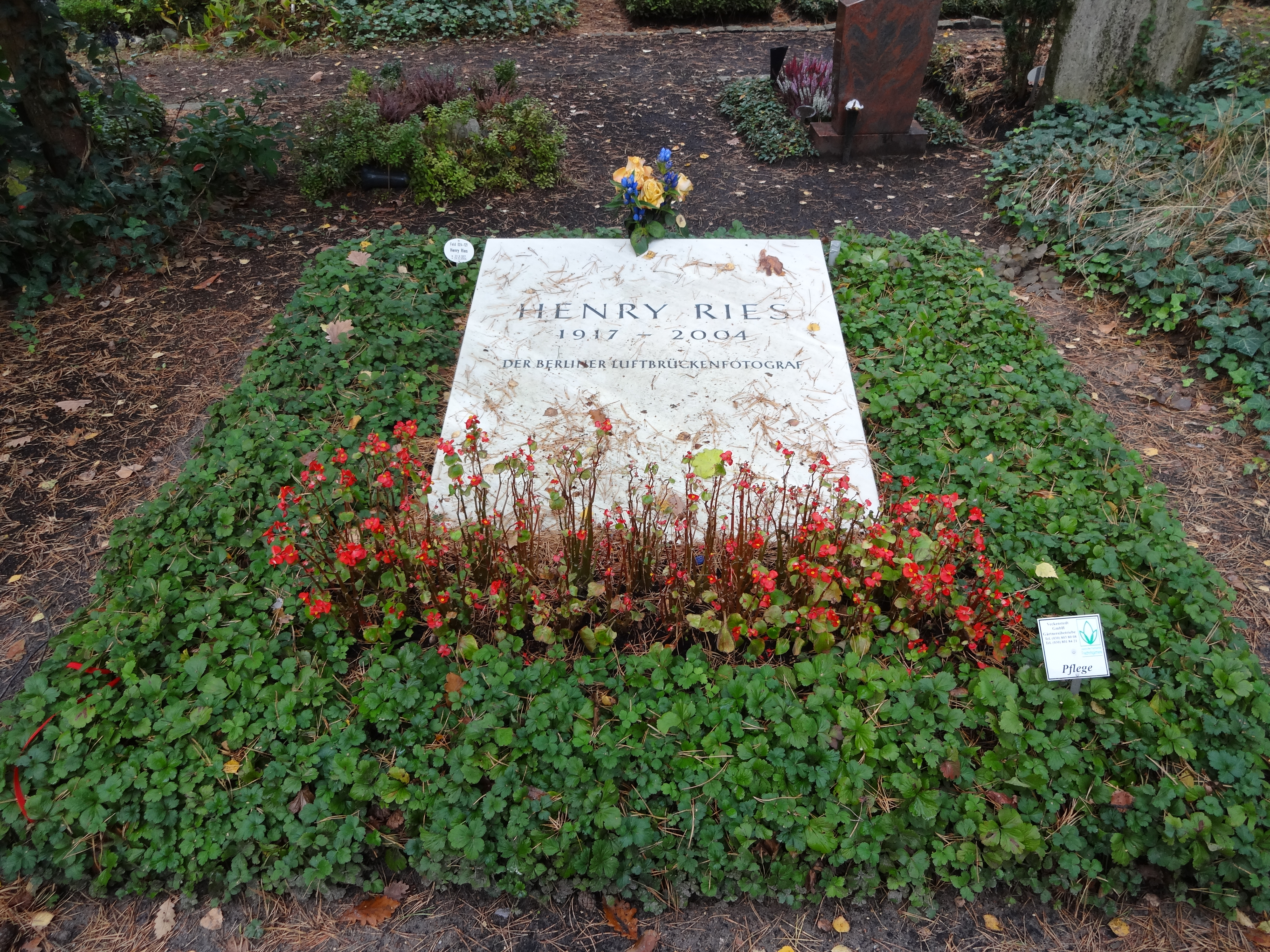
Grabstätte

Er ist auf dem Waldfriedhof Zehlendorf bestattet. (Feld 024-121)

## Werke
- Berliner Galerie. Porträts, Aussagen, Einsichten. Ullstein, Berlin 1983, ISBN 3550077041
- Deutsche. Gedanken und Gesichter 1948–1949. Argon Verlag, Berlin 1988, ISBN 3870241217
- Photographien aus Berlin, Deutschland und Europa 1946–1951. Ausstellungskatalog der Photographischen Sammlung der Berlinischen Galerie. Berlin 1988, ISBN 3870241225
- Menschen am zerstörten Anhalter Bahnhof, Museum für Verkehr und Technik, Berlin 1990
- Abschied meiner Generation. Argon Verlag, Berlin 1992, ISBN 3870242027
- Auschwitz. Aufbau-Verlag, Berlin 1997, ISBN 3351024630
- Berlin, Photographien 1946–1949. Nicolaische Verlagsbuchhandlung, Berlin 1998, ISBN 3875846907
- Ich war ein Berliner. Erinnerungen eines New Yorker Fotojournalisten. Parthas Verlag, Berlin 2001, ISBN 3932529316

## Filme mit und über Henry Ries
- Manfred Wilhelms: Der Flaneur von Berlin – Eine Erzählung von zwei Städten (mit Henry Ries). Berlin 1999 / 2005, 105 Minuten, 16 mm Farbe und Schwarzweiß. Autor, Regie, Kamera, Schnitt, Produktion: Manfred Wilhelms / Lassoband-Filmproduktion, Berlin. Weltpremiere: The Museum of Modern Art (MoMA), New York, am 7. und 9. November 2005

## Ehrungen

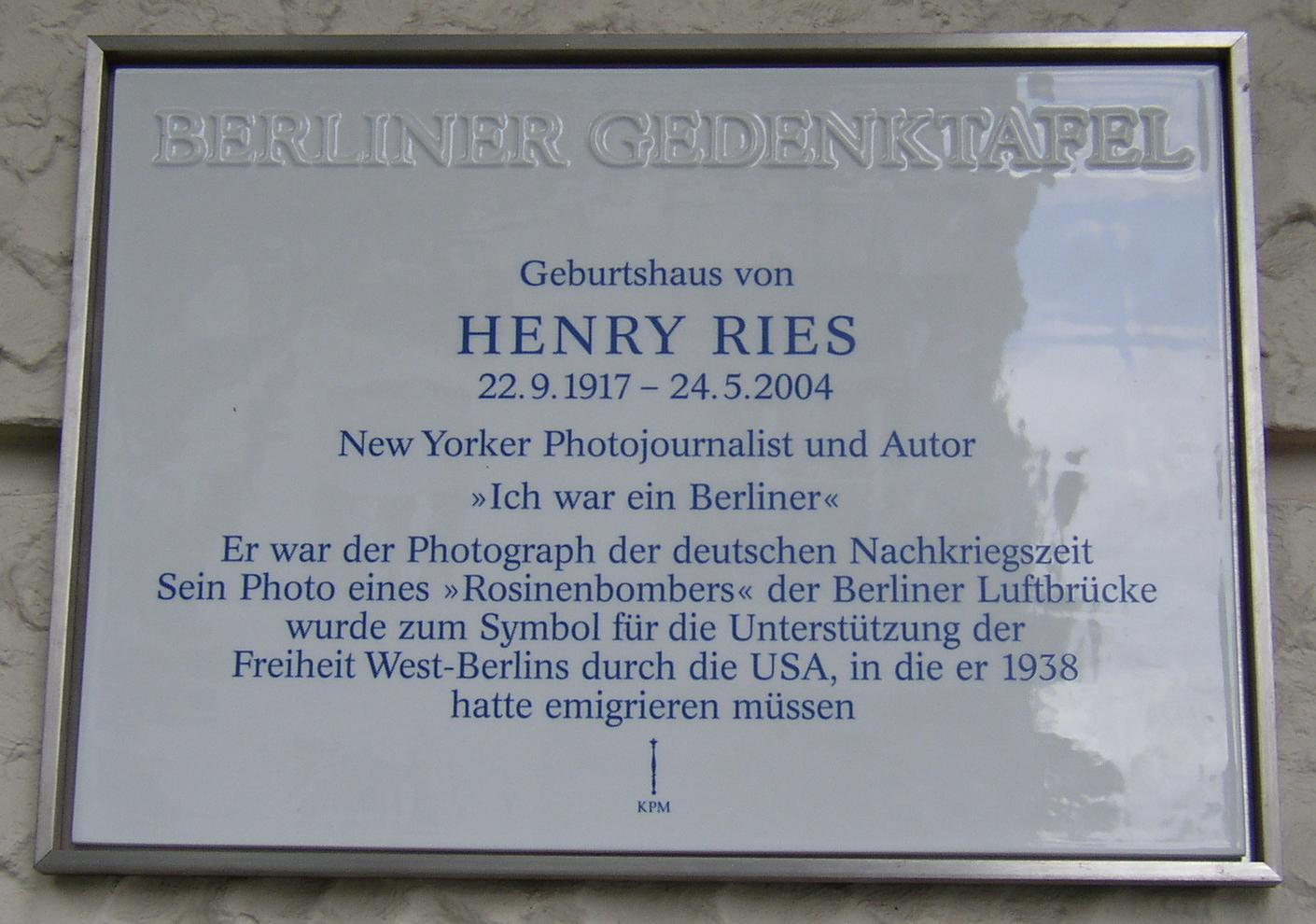
Berliner Gedenktafel in Berlin-Wilmersdorf

Ries wurde 1999 vom Regierenden Bürgermeister von Berlin Eberhard Diepgen mit dem Ehrentitel Professor e. h. ausgezeichnet.
Berliner Gedenktafel am Geburtshaus Meinekestraße 12 in 10719 Berlin-Wilmersdorf, Enthüllung am 3. Juni 2008:
Henry Ries
22. September 1917 – 24. Mai 2004
New Yorker Photojournalist und Autor
„Ich war ein Berliner“
Er war der Photograph der deutschen Nachkriegszeit
Sein Photo eines „Rosinenbombers“ der Berliner Luftbrücke
wurde zum Symbol für die Unterstützung der
Freiheit West-Berlins durch die USA, in die er 1938
hatte emigrieren müssen